# Efraim Zuroff
Efraim Zuroff (5 de agosto de 1948) es un historiador y cazador de nazis israelí-estadounidense que ha desempeñado un papel fundamental en el enjuiciamiento de criminales de guerra nazis y fascistas. Zuroff, director de la oficina del Centro Simon Wiesenthal en Jerusalén, es el coordinador de la investigación de los crímenes de guerra nazis en todo el mundo para el Centro Wiesenthal y el autor de su "Informe de situación" anual sobre la investigación y el enjuiciamiento de los criminales de guerra nazis en todo el mundo, que incluye una lista de los criminales de guerra nazis más buscados.

## Primeros años
Nacido en la Ciudad de Nueva York, Zuroff se trasladó a Israel en 1970 tras completar su licenciatura en historia (con honores) en la Universidad de Yeshiva y sus estudios de secundaria en la Yeshiva University High School for Boys. Obtuvo un máster en estudios sobre el Holocausto en el Instituto de Judeidad Contemporánea de la Universidad Hebrea, donde también completó su doctorado, que relata la respuesta de los judíos ortodoxos de Estados Unidos al Holocausto y se centra en los intentos de rescate lanzados por el comité de rescate Vaad ha-Hatzala, creado por rabinos ortodoxos estadounidenses en el año 1939.
En el año 2000, Yeshiva University Press y la editorial KTAV publicaron su estudio sobre la historia del Vaad ha-Hatzala, que fue galardonado con una beca Egit para la literatura sobre el Holocausto y la resistencia judía por la Federación General del Trabajo de Israel (Histadrut) y también recibió el premio literario Samuel Belkin 1999-2000 al mejor libro publicado por un exalumno de la Universidad Yeshiva en el campo de los estudios judíos.

## Carrera

### Centro Simon Wiesenthal
En 1978 fue invitado a ser el primer director del Centro Simon Wiesenthal de Los Ángeles, donde desempeñó un papel destacado en la creación de la biblioteca y los archivos del centro y fue asesor histórico del documental Genocidio del centro, premiado por la Academia. Regresó a Israel en 1980, donde trabajó como investigador para la Oficina de Investigaciones Especiales del Departamento de Justicia de Estados Unidos. Sus esfuerzos contribuyeron a la preparación de casos contra numerosos criminales de guerra nazis que vivían en Estados Unidos.
Se reincorporó al Centro Wiesenthal en 1986 y descubrió la fuga de posguerra de cientos de criminales de guerra nazis a Australia, Canadá, Reino Unido y otros países. Siguió coordinando los esfuerzos internacionales del centro para llevar a los autores del Holocausto ante la justicia. Estos esfuerzos han influido en la aprobación de leyes especiales en Canadá (1987), Australia (1989) y Reino Unido (1991) que permiten el enjuiciamiento en esos países de criminales de guerra nazis.
Desde la caída del comunismo y la disolución de la Unión Soviética, Zuroff ha desempeñado un papel importante en los esfuerzos por convencer a Lituania, Letonia y Estonia, así como a otras sociedades poscomunistas, de que se enfrenten a la complicidad generalizada de sus nacionales en los crímenes del Holocausto y de que procesen a los colaboradores nazis locales. Su defensa pública de estas cuestiones ha sido decisiva para que Lituania y Letonia presentaran acusaciones (Aleksandras Lileikis, Kazys Gimžauskas y Algimantas Dailidė) y/o solicitudes de extradición (Konrāds Kalējs y Antanas Gecevičius) contra los autores locales del Holocausto.
En 1993, Zuroff fue nombrado por el entonces Ministro de Relaciones Exteriores, Shimon Peres, para formar parte de la comisión de investigación conjunta israelí-lituana creada para tratar los indultos concedidos por las autoridades de Lituania, que acababa de recuperar su independencia, a personas sospechosas de crímenes de guerra nazis, que ha conseguido hasta la fecha que las autoridades lituanas anulen unas 200 rehabilitaciones concedidas a personas que habían participado en el asesinato de judíos durante el Holocausto. En el año 2000, afirmó haber sacado a la luz las rehabilitaciones concedidas por el gobierno de Letonia a presuntos criminales de guerra nazis y ha liderado los esfuerzos para anular estos indultos.
Zuroff desempeñó un papel importante en la denuncia, la detención, la extradición y el enjuiciamiento de Dinko Šakić, antiguo comandante del Campo de concentración de Jasenovac. A principios de octubre de 1999, Šakić, que vivió durante más de 50 años en Argentina, fue condenado en Zagreb a 20 años de prisión (que era la pena máxima prevista por la legislación croata en ese momento) por sus crímenes en el primer juicio de un criminal de guerra nazi en un país postcomunista.
En su libro Occupation: Nazi-Hunter; The Continuing Search for the Perpetrators of the Holocaust (KTAV; Hoboken, 1994), Zuroff hace una crónica de los tardíos esfuerzos por procesar a los criminales de guerra nazis en las democracias occidentales y explica los motivos de tales esfuerzos varias décadas después de los crímenes. El libro fue publicado en alemán por Ahriman Verlag. A partir de junio de 1999, las actividades de Zuroff como cazador de nazis fueron objeto de cinco documentales de televisión. El primero, titulado The Nazi-Hunter, fue producido por la ZDF (Canal 2 alemán) en 1999; el segundo, titulado The Last Nazi-Hunte, fue producido por la SWR (Canal 1 alemán) en 2004 y el tercero, The Final Hunt for the Nazis, por France 3 (Canal 3), se emitió en diciembre de 2005. En 2009, la BBC produjo "La búsqueda del Dr. Muerte", que siguió a Zuroff hasta Sudamérica en busca del Dr. Aribert Heim, que cometió horrendos crímenes como médico en Mauthausen. En 2012, el Canal 10 israelí emitió el documental "Tzayad ha-Natzim ha-Acharon (El último cazador de nazis)".
En 2009, Zuroff criticó la Declaración de Praga. Según Zuroff, el Holocausto no debe ser equiparado con otras tragedias, describiendo la declaración como "el principal manifiesto del movimiento de la falsa equivalencia" y afirmando que es apoyada por partidos de derecha en países de Europa del Este.

### Operación Last Chance
En 2002, junto con Aryeh Rubin, fundador de la Fundación Targum Shlishi de Miami (Florida), Zuroff puso en marcha la Operación Last Chance, que ofrece recompensas económicas por información que facilite el enjuiciamiento y castigo de los criminales de guerra nazis. Hasta la fecha, el proyecto se ha iniciado en Lituania, Letonia y Estonia (todos en 2002); Polonia, Rumanía y Austria (2003); Croacia y Hungría (2004) y Alemania (2005). El 15 de enero de 2008, el premio pasó de 10.000 a 25.000 dólares.
Su segundo libro sobre la búsqueda de criminales de guerra nazis, Chasseur de nazis (París: Michel-Lafon, 2008), escrito junto con el periodista francés Alexandre Duyck, continúa con la historia de los renovados esfuerzos encabezados por Zuroff para que los autores del Holocausto rindan cuentas, especialmente tras la desintegración de la Unión Soviética y la caída del comunismo en Europa del Este, y se centra en los resultados obtenidos por la "Operación: Last Chance". Este libro fue publicado en serbio por la editorial Zavod za udzbenike con el título Lovac na naciste en 2009 y en polaco por Wydawnictwo Dolnoslaskie con el título Lowca Nazistow en 2010.
Zuroff reescribió casi por completo el libro francés sobre la Operación Last Chance en un volumen publicado en inglés en 2009 por Palgrave Macmillan: Operation Last Chance: One Man's Quest to Bring Nazi Criminals to Justice. Ese libro fue publicado en alemán por Prospero Verlag a finales de 2011 con el título Operation Last Chance; Im Fadenkreuz des "Nazi Jaegers" y en 2012 se publicaron versiones actualizadas en serbio, húngaro y finlandés. En 2013, Propero Verlag publicó una versión actualizada en alemán. Más recientemente, se publicaron versiones en rumano y croata del libro.
En 2006, su denuncia en Budapest del criminal de guerra gendarme húngaro condenado pero impune Sándor Képíró, que se decía que era uno de los oficiales responsables del asesinato en masa de aproximadamente 2.000 civiles en la ciudad de Novi Sad, dio lugar a una investigación penal en su contra, y su juicio se inició el 5 de mayo de 2011. Una demanda de Képíró contra Zuroff por difamación, fue denegada. El 18 de julio de 2011, la sentencia de primer grado declaró la inocencia de Sándor Képíró, pero la fiscalía recurrió la sentencia. Képíró falleció a principios de septiembre de 2011, antes de que se conociera el recurso. Charles Zentai, acusado de asesinar a un judío de 18 años, fue localizado por Zuroff y el gobierno húngaro pidió su extradición desde Australia para ser juzgado en Budapest.
Aribert Heim
Zuroff, continuó la búsqueda del criminal de guerra nazi Aribert Heim tras la muerte de Simon Wiesenthal en 2005. El 6 de julio de 2008, Zuroff se dirigió a Sudamérica como parte de una campaña pública para capturar a Heim. El 15 de julio de 2008 explicó que estaba seguro de que Heim estaba vivo y que se habían sentado las bases para capturarlo en pocas semanas. En otoño de 2009, su búsqueda de Aribert Heim, que cometió crímenes de guerra en el campo de concentración de Mauthausen, fue objeto de un documental de la BBC titulado The Search for Dr Death, y un quinto documental, Tzayad ha-Natzim ha-Acharon (The Last Nazi-Hunter), se emitió en el Canal 10 israelí el Día de la Memoria del Holocausto en 2012.
Zuroff fue tibio en su reacción a la noticia de la muerte de Heim en El Cairo en 1992. Observó en febrero de 2009 que:
No hay cuerpo, ni cadáver, ni ADN, ni tumba.... Hay que tener en cuenta que estas personas (los hijos de Heim) tienen un gran interés en ser declarados muertos - es una historia perfectamente elaborada; ese es el problema, es demasiado perfecta.
Sin embargo, Zuroff admite que Heim vivió sin duda escondido en Egipto. Aribert Heim habría matado a "cientos de reclusos en el campo de concentración de Mauthausen, en Austria, inyectándoles gasolina en el corazón y realizando operaciones y seccionando órganos sin anestesia", señala Zuroff. En una entrevista de 2011 calificó a Heim de "su mayor fracaso". A la luz de las nuevas revelaciones sobre el grado de cooperación de la CIA y de la inteligencia de Alemania Occidental con los criminales nazis después de la guerra, Zuroff dijo que pensaba que era muy posible que Heim trabajara para la inteligencia de Alemania Occidental y que esta podría haber sido la razón por la que nunca fue procesado.

### Publicaciones y otras actividades
A lo largo de los años, Zuroff ha publicado más de 450 artículos sobre diversos temas relacionados con el Holocausto, así como sobre otras cuestiones de interés para el mundo judío. Sus publicaciones han aparecido en revistas académicas como Yad Vashem Studies, Simon Wiesenthal Center Annual, Jewish Political Studies Review y American Jewish History, así como en Los Angeles Times, Süddeutsche Zeitung, Die Tageszeitung, Profil, The Boston Globe, The Jerusalem Post, Tikkun, Jerusalem Report, Maariv, Haaretz, Yedioth Achronot, The Jewish Chronicle, Eretz Acheret y otras publicaciones.
Zuroff ha dado numerosas conferencias en todo el mundo sobre los esfuerzos para llevar a los criminales de guerra nazis ante la justicia. Durante los años 1992-1999, sirvió en el Cuerpo de Educación de las Fuerzas de Defensa de Israel (reservas) y dio conferencias a miles de soldados sobre su trabajo.
En 1995 y 1996, Zuroff fue invitado a Ruanda para ayudar a las autoridades locales en sus esfuerzos por llevar ante la justicia a los autores del genocidio que tuvo lugar en ese país en la primavera de 1994, y ha servido como asesor oficial del gobierno ruandés.
El 4 de marzo de 2020, Zuroff fue invitado a la Conferencia sobre el Holocausto de Tennessee en la Primera Iglesia Bautista de Greeneville (Tennessee), donde dio una conferencia a unos mil niños, a los que instruyó sobre los horrores del Holocausto y sobre cómo ayudó a detener a los nazis que huyeron de su castigo tras la guerra.

## Honores
En reconocimiento a sus esfuerzos como cazador de nazis y estudioso del Holocausto, Zuroff fue propuesto por el presidente serbio Boris Tadić y los diputados del Partido Democrático de Serbia como candidato al Premio Nobel de la Paz 2008.
El 22 de enero de 2009, se le concedió la ciudadanía honoraria de la ciudad serbia de Novi Sad, en agradecimiento por la denuncia de Sándor Képíró, que supuestamente ayudó a organizar el asesinato de los judíos de la ciudad.
El 15 de enero de 2010, Zuroff fue condecorado con la Orden del Duque Trpimir por el presidente croata Stjepan Mesić por sus contribuciones especiales contra el revisionismo histórico y por la reafirmación de los fundamentos antifascistas de la moderna República de Croacia.
El 16 de febrero de 2017, el presidente de Serbia, Tomislav Nikolić, concedió la medalla de oro al Mérito a Zuroff por sus "logros excepcionales" y su "dedicación desinteresada a la defensa de la verdad sobre el sufrimiento de los judíos, y también de los serbios, gitanos y otras naciones durante la Segunda Guerra Mundial".

## Críticas y controversias
Zuroff se ha negado repetidamente a calificar la masacre de Srebrenica como genocidio, a pesar de que esos asesinatos masivos fueron calificados como tal por la Corte Internacional de Justicia y por el Tribunal Penal Internacional para la ex-Yugoslavia.